# استمرارية (معلوماتية)
في علم الحاسوب، تعد الاستمرارية تمثيلاً تجريديًا لحالة التحكم في برنامج حاسوب. الاستمرار يطبق (يعيد reifies) حالة التحكم في البرنامج، أي أن الاستمرارية هي بنية بيانات تمثل العملية الحسابية عند نقطة معينة في تنفيذ العملية؛ يمكن الوصول إلى بنية البيانات التي تم إنشاؤها بواسطة لغة البرمجة، بدلاً من إخفاءها في بيئة وقت التشغيل. تفيد عمليات الاستمرارية في تشفير آليات التحكم الأخرى في لغات البرمجة مثل الاستثناءات والمولدات والروتينات المساعدة وما إلى ذلك.
" الاستمرارية الحالية current continuation أو "استمرار خطوة الحساب" هي الاستمرارية، من منظور الكود المشغّل، الذي سيتم اشتقاقهمن النقطة الحالية في تنفيذ البرنامج. يمكن أيضًا استخدام مصطلح استمرارية للإشارة إلى استمرارية الدرجة الأولى، والتي هي عبارة عن تركيبات تعطي لغة البرمجة القدرة على حفظ حالة التنفيذ في أي نقطة والعودة إلى تلك النقطة في وقت لاحق في البرنامج، ربما عدة مرات.

## دعم لغة البرمجة
تعرض العديد من لغات البرمجة استمرارية من الدرجة الأولى تحت أسماء مختلفة؛ على وجه التحديد:
- ليسب الشائع: cl-cont . يمكن للمرء أيضًا استخدام وحدات الماكرو المخصصة
- C # / VB. NET : async و await : «الاشتراك بقية الطريقة باعتبارها استمرارا، ومن ثم العودة إلى المتصل على الفور، فإن المهمة الاحتجاج على استمرار عندما يكمل». البرمجة غير المتزامنة لـ C #
- فاكتور: callcc0 و callcc1
- هاسكل: استمرار الكائن الدقيق الاحادي الخلية في Control. Monad. Cont
- Haxe : haxe متابعة
- أيقونة، Unicon : create, suspend, @ عامل التشغيل: coexpressions
- جافا: Lightwolf javaflow (يتطلب معالجة الرمز الثانوي في وقت التشغيل أو وقت الترجمة)
- كوتلن: Continuation
- جافا سكريبت وحيد القرن: Continuation
- باروت: Continuation PMC ؛ يستخدم أسلوب التمرير المستمر لجميع تدفق التحكم
- بيرل: كورو والاستمرارية
- Pico : call(exp()) continue(aContinuation, anyValue)
- بايثون: استمرار _continuation.continulet
- راكيت: call-with-current-continuation (عادة ما يتم اختصاره call/cc)
- روبي: callcc
- سكالا: scala.util.continuations يوفر shift / reset scala.util.continuations
- سكيم: call-with-current-continuation (عادة ما يتم اختصاره call/cc)
- Smalltalk : Continuation currentDo: يمكن تنفيذ عمليات الاستمرارية في معظم بيئات Smalltalk الحديثة بدون دعم VM إضافي.
- معيار ML لنيوجيرسي: SMLofNJ. Cont.callcc
- Unlambda : c ، عملية التحكم في التدفق للمكالمة مع استمرار التيار

## روابط خارجية
- ورشة عمل ACM SIGPLAN حول الاستمرارية 2011 في ICFP .
- استمرار Curmudgeons لسام روبي
- قم بتدريس مخطط نفسك في Fixnum Days by Dorai Sitaram فصلًا رائعًا عن التتابعات .
- استمرار و Python Stackless بواسطة Tismer كريستيان
- وقائع ورشة العمل الرابعة عبر الإنترنت ACM SIGPLAN حول الاستمرارية
- الإجراءات عبر الإنترنت لورشة العمل الثانية ACM SIGPLAN حول الاستمرارية
- الاستمرارية والوظائف والقفزات
- http://okmij.org/ftp/continuations/ بواسطة أوليغ كيسليوف
- https://wiki.haskell.org/Continuations
- وحيد القرن مع استمرار
- استمرار في Java خالص من إطار تطبيق الويب RIFE
- استمرار تصحيح الأخطاء في Java خالص من إطار عمل تطبيق الويب RIFE
- مقارنة المولدات والملاحق والمواصلات، مصدر المثال أعلاه